# Dorfkirche Grimme

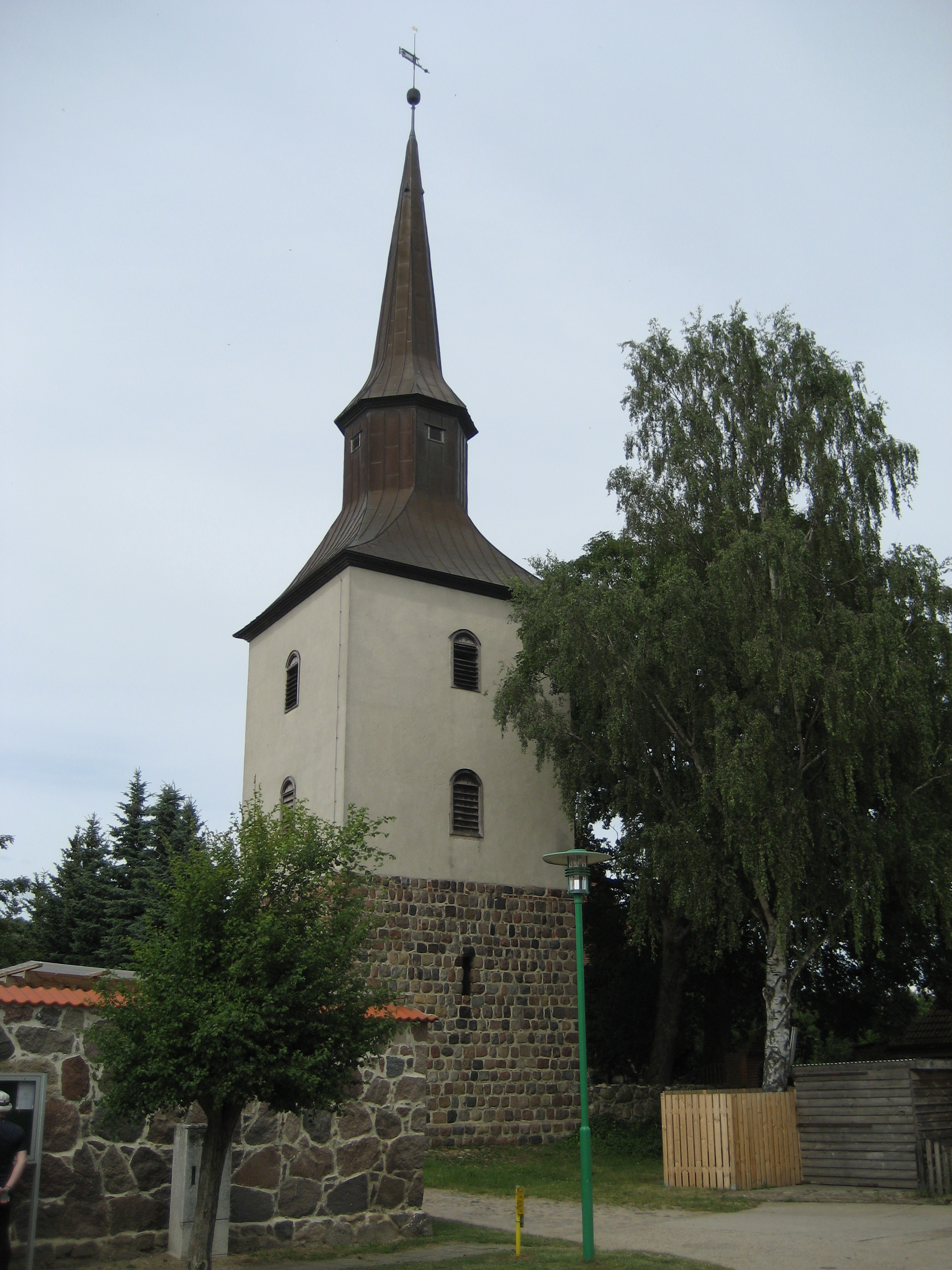
Dorfkirche Grimme

Die evangelische, denkmalgeschützte Dorfkirche Grimme steht in Grimme, einem Ortsteil der Stadt Brüssow im Landkreis Uckermark in Brandenburg. Sie gehört zur Propstei Pasewalk im Pommerschen Evangelischen Kirchenkreis der Evangelisch-Lutherischen Kirche in Norddeutschland.

## Beschreibung
Die Feldsteinkirche wurde in der zweiten Hälfte des 13. Jahrhunderts erbaut. Das untere Geschoss des freistehenden quadratischen Kirchturms aus dem 13. Jahrhundert südwestlich des Langhauses ist aus Feldsteinen. Er wurde 1717 um zwei Geschosse aus verputzten Backsteinen erhöht und mit einem achtseitigen Knickhelm bedeckt, der in der Mitte von einer Laterne unterbrochen ist.
Der Innenraum des mit dreiseitigen Emporen ausgestatteten Langhauses ist mit einer Holzbalkendecke überspannt. Ein hölzernes Altarretabel wurde durch Einfügen einer polygonalen Kanzel zum Kanzelaltar umgestaltet. Die Orgel eines unbekannten Orgelbauers mit vier Registern auf einem Manual und angehängtem Pedal wurde 1891 durch die Werkstatt Barnim Grünebergs für die Dorfkirche angekauft.
Die Glocke von 1680 stammt vom Stettiner Glockengießer Lorenz Köckeritz. Ein Wandbild von 1916 mit dem Auszug der Krieger schuf der Angermünder Kirchenmaler Erich Kistenmacher (1874–1948).